# Cantuaria medialis
Cantuaria medialis là một loài nhện trong họ Idiopidae.
Loài này thuộc chi Cantuaria. Cantuaria medialis được Raymond Robert Forster miêu tả năm 1968.